# Alchemilla substrigosa
Alchemilla substrigosa är en rosväxtart som beskrevs av Juz. apud Majewski. Alchemilla substrigosa ingår i släktet daggkåpor, och familjen rosväxter. Inga underarter finns listade i Catalogue of Life.